# Luka Kovač
Dr Luka Kovač – fikcyjna postać z serialu telewizyjnego Ostry dyżur grana przez Gorana Visnjica.
Luka Kovač pochodzi z Chorwacji. Służył w armii w czasie wojny o niepodległość. Wraz z żoną (Danijela) miał dwójkę dzieci – syna (Marko) i córkę (Jasna). Pewnego dnia, gdy wyszedł do sklepu, jego dom zbombardowano. Syn zginął od razu. Żona i córka kilka godzin później. Luka czuł się winny ich śmierci, ponieważ, gdy próbował uratować córkę, Danijela wykrwawiła się. Wyprowadził się do Stanów Zjednoczonych, by zacząć wszystko od nowa.

## Związki
Luka miał trzy poważne związki odkąd osiadł w Chicago. Wkrótce po przybyciu do County General zainteresował się ze wzajemnością ciężarną Caroll Hathaway, jednakże ich związek był oparty raczej na przyjaźni.
Drugi, zdecydowanie dłuższy, stworzył z Abby Lockhart, która wówczas była studentką medycyny i pielęgniarką na izbie przyjęć.
Po powrocie z Afryki związał się z Sam Taggart. Zerwali, gdyż Luka chciał mieć ponownie dzieci, a Sam (mając już syna Alexa) stwierdziła, że jedno jej wystarczy.
Następnie wrócił do Abby Lockhart, po tym jak ich kłótnia zamieniła się w pocałunek i nocny romans. Abby zaszła w ciążę, jednak chciała ją usunąć. Bała się, że jej dziecko także będzie mieć chorobę afektywną dwubiegunową. Ostatecznie urodziła syna – Joego. W 13. sezonie w 21 odcinku, biorą ślub.